# Giovanna Dandolo

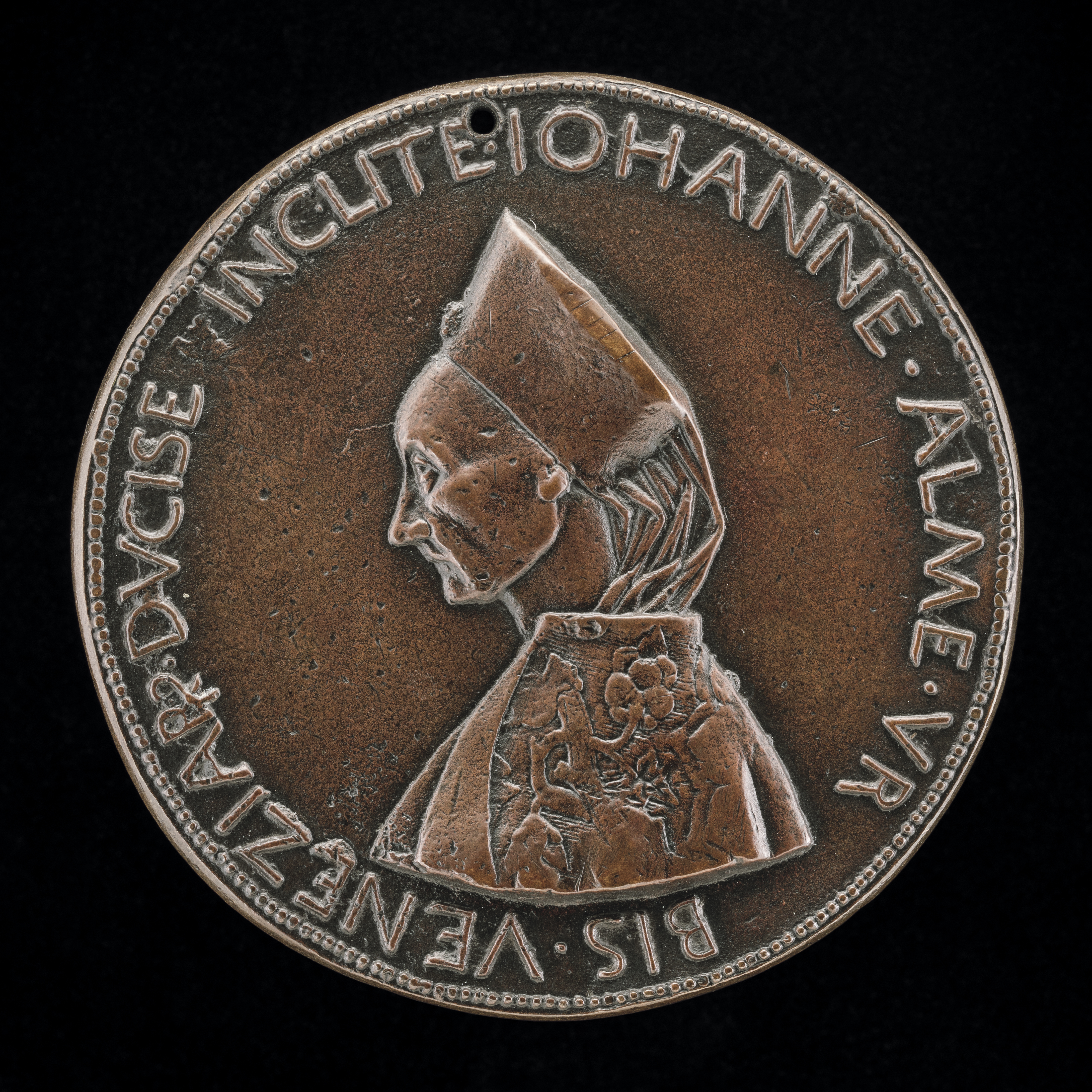
Das erste Porträt einer Dogaressa, und das einzige aus dem 15. Jahrhundert, wurde von Pietro da Fano geschaffen. Die Medaille aus Bronze mit dem Porträt der über 60 Jahre alten Dogaressa hat einen Durchmesser von 9,28 cm und ein Gewicht von 262,6 g. Die Medaille befindet sich in der Washingtoner National Gallery of Art. Auf der Rückseite der Medaille befindet sich ein Porträt ihres Ehemannes Pasquale Malipiero.

Giovanna Dandolo, auch Giovanna Dandolo di Antonio oder Giovanna Malipiero (* vor 1400 in Venedig; † nach dem 21. Mai 1462), war durch die bereits 1414 erfolgte Heirat mit dem Dogen Pasquale Malipiero, der von 1457 bis 1462 herrschte, während dieser Zeit fünf Jahre lang Dogaressa der Republik Venedig. Sie überlebte ihren Ehemann um mindestens zwei Wochen.
Giovanna entstammte dem Familienzweig der Dandolo, der seine Residenz auf der Giudecca hatte; ihr Vater war Antonio. Sie brachte mindestens drei Söhne zur Welt, nämlich Lorenzo, Antonio und Polo, sowie eine Tochter namens Maddalena. Die drei Söhne gelangten durch die übliche Balla d’oro mittels Losverfahren 1438, 1439 und 1445 in den Großen Rat, die Generalversammlung der adligen, erwachsenen Männer Venedigs. Der einzige der Söhne, der heiratete, war Polo. Er ehelichte 1448 Perina Ruzzieri, Tochter des Francesco Ruzzieri. Sie schenkte ihm einen Sohn namens Carlo, mit dem dieser Zweig der Familie ebenfalls in der männlichen Linie ausstarb. Die Tochter Maddalena heiratete 1434 Giacomo Gabriel di Zaccaria.
Giovanna Dandolo unterstützte die in Venedig neu eingeführte Kunst des Buchdrucks, zumindest behauptete dies Giovanni Palazzi, ohne Quellen zu benennen, und 1458 die Nadelspitzenindustrie von Burano. Sie war demnach Geldgeberin vieler Schriftsteller. Viele der frühen Bücher, die in Venedig gedruckt wurden, sind ihr gewidmet. Sie wurde als „Kaiserin des Buchdrucks“ und „Königin der Nadelspitzen“ bezeichnet.